# Howard Baldwin Trophy
Howard Baldwin Trophy var ett årligt pris i World Hockey Association som gavs till "Årets coach". Namnet på trofén kommer från en av grundarna av ishockeyklubben New England Whalers (senare Hartford Whalers), Howard Baldwin. Säsongen 1974/1975 ändrades namnet till Robert Schmertz Memorial Trophy för att hedra minnet av en av New England Whalers ägare, Robert Schmertz, som avlidit på sommaren 1974.

## Vinnare 1973-1979
| Säsong    | Coach        | Lag                 |
| --------- | ------------ | ------------------- |
| 1972/1973 | Jack Kelley  | New England Whalers |
| 1973/1974 | Billy Harris | Toronto Toros       |
| 1974/1975 | Sandy Hucul  | Phoenix Roadrunners |
| 1975/1976 | Bobby Kromm  | Winnipeg Jets       |
| 1976/1977 | Bill Dineen  | Houston Aeros       |
| 1977/1978 | Bill Dineen  | Houston Aeros       |
| 1978/1979 | John Brophy  | Birmingham Bulls    |